# О’Нейлл, Джон Паттон
Джон Паттон О’Нейлл (или Джон П. О’Нейлл; род. 12 апреля 1942 года в Хьюстоне, Техас) — американский орнитолог и иллюстратор. Его исследовательская деятельность сосредоточена на орнитофауне Перу.

## Биография
В июле 1972 года он женился на Кэрол Энн Спир. В 1974 он получил докторскую степень. В сентябре 1977 года О’Нейллу и его перуанскому коллеге Густаво дель Солару удалось заново открыть вид Penelope albipennis на северо-западе Перу, который не встречался с тех пор, как польский орнитолог Ян Штольцман собрал его голотип в 1876 году. Описал множество новых для науки видов птиц, например, Wetmorethraupis sterrhopteron.
Выступил иллюстратором нескольких книг о птицах. Опубликовал книгу «Великие птицы Техаса». В 2007 году был частью коллектива авторов книги «Птицы Перу».

## Признание
В честь учёного названы таксоны: Nephelornis oneilli, Dipsas oneilli, Oneillornis, Grallaria oneilli, Heliothraupis oneilli.